# Mae's Suitors
Mae's Suitors è un cortometraggio muto del 1911. Il nome del regista non viene riportato.
È l'esordio sullo schermo dell'attore William Bailey nel ruolo di uno dei corteggiatori. Un altro corteggiatore è interpretato da Richard Tucker, un attore caratterista dalla lunga carriera con oltre 280 film.

## Produzione
Il film fu prodotto dalla Edison Company.

## Distribuzione
Distribuito dalla General Film Company, il film uscì nelle sale cinematografiche USA l'11 ottobre 1911.